# Gazmend Kapllani
 (décembre 2024).
Gazmend Kapllani est un écrivain et journaliste d'origine albanaise. Il est notamment l'auteur du roman A Short Border Handbook. Il vit à Chicago, dans l'Illinois, aux États-Unis.

## Biographie

### Jeunesse et formation
Gazmend Kapllani est né le 1er août 1967 à Lushnjë, en Albanie. La famille de Gazmùend Kapllani a été chassée de ses terres puis fut réinstallée par le régime communiste d'Enver Hohxa. En 1991, alors que le mouvement populaire contre le régime communiste s'amplifiait en Albanie, Gazmend Kapllani dirigea un rassemblement politique à Lushnjë. Après cela, il dut se cacher de la police secrète puis s'est finalement enfui en Grèce.
Gazmend Kapllani s'est installé à Athènes, où il est diplômé de l'université nationale et capodistrienne d'Athènes avec un BA en philosophie, et a obtenu un doctorat en sciences politiques et histoire de l'université Panteion (Athènes) pour avoir rédigé une thèse sur l'image des Albanais dans la presse grecque, et des Grecs dans la presse albanaise.
De 2005 à l'année 2010, il enseigna l'histoire et la culture de l'Albanie à l'université Panteion d'Athènes. En 2015, après avoir vécu 24 ans en Grèce, Gazmend Kapllani annonce avoir décidé de quitter définitivement ce pays, invoquant le harcèlement systématique par les éléments voyous de la police grecque, les menaces de groupes néo-fascistes dont il fut l'objet et le refus des autorités grecques de répondre à sa demande de citoyenneté grecque, déposée en 2008. Aux États-Unis, Kapllani est devenu membre du Radcliffe Institute for Advanced Study à Harvard, et a enseigné au Emerson College de Boston, dans le Massachusetts. Il enseigne désormais à l'université DePaul à Chicago, dans l'Illinois.

### Livres
En 2006, Gazmend Kapllani a publié son roman A Short Border Handbook, vaguement basé sur sa propre histoire de passage en Grèce en 1991. Ce roman à succès a depuis été publié en grec, en albanais, en anglais, en français et italien ; d'autres traductions devraient suivre. Kapka Kassabova a écrit dans The Guardian que « les mémoires laconiques de Kapllani sont terriblement drôles, mais elles montrent aussi la souffrance des Albanais qui sont passés en Grèce dans les années 1990. » Maya Jaggi a fait l'éloge du roman, écrivant dans The Independent qu'il « ... combine l'œil plein d'esprit espiègle pour l'absurdité de How to be an Alien de George Mikes avec la perspicacité philosophique de Milan Kundera. » Le roman a été décrit dans le Financial Times comme « un best-seller inhabituel ... adopté comme manuel non officiel dans les écoles accueillant des élèves immigrés. »
En 2017, Kapllani a reçu le prix de Letterature dal Fronte à Cassino, en Italie, pour l'édition italienne de A Short Border Handbook. L'expérience de passage des frontières de Kapllani a été citée dans des publications académiques consacrées à la migration européenne. La traduction française de son autre roman La Dernière page est l'histoire d'un écrivain albanais vivant en Grèce qui revient reconstituer la vie de son père. Ce roman est paru en 2015, a été récompensée par le prix littéraire du Salon du livre des Balkans à Paris, France. Le Fédéraliste a écrit à propos de la traduction anglaise de My Name is Europe, un autre roman de Gazmend Kapllani publié en 2017, qu'il « avance un appel pour une Europe unie. »

### Journalisme et théâtre
De 2001 à 2011, Gazmend Kapllani a contribué à des articles et éditoriaux du journal de gauche le plus diffusé de Grèce, Ta Néa, publié à Athènes. Il a également écrit des chroniques hebdomadaires pour les journaux albanais Shekulli et Standard. Gazmend Kapllani a travaillé avec l'artiste visuelle franco-marocaine Bouchra Khalili sur un projet d'art-vidéo Tempest Society, axé sur la poésie civique et les témoignages personnels de réfugiés en Europe. Il a été présenté à l'exposition d'art documenta 14 en 2017 à Kassel, en Allemagne, et à Athènes, en Grèce.
La pièce de théâtre ΕΔΩ (ICI) de Kapllani, mise en scène par Yorgos Nanouris, a été produite à Athènes en 2008. Aliens/Strangers, basé sur son roman A Short Border Handbook, a été produite par le Theatre of the Deaf en Grèce en 2013. Une autre pièce de théâtre, également basée sur le Short Border Handbook, a été produite en 2014 par le Rønne Theatre, à Rønne, Bornholm, Danemark.

## Récompenses
- Prix littéraire international de la ville de Cassino, Italie, 2017 Letterature dal Fronte Associazione culturale.
- Prix littéraire du Salon du livre des Balkans, Paris, France, 2016.